# 1969 en dadaïsme et surréalisme
Pour l'année, voir 1969.
 Chronologie de dada et du surréalisme 
- 1965
- 1966
- 1967
- 1968
- 1969
- 1970
- 1971
- 1972
- 1973

Cet article présente les faits marquants de l'année 1969 en dadaïsme et surréalisme.

## Éphémérides

### Octobre
- 4 octobre
Jean Schuster annonce la dissolution du groupe surréaliste dans un texte, Le Quatrième chant que publie le quotidien Le Monde[1],[2].

- 22 octobre
Sortie à Paris du film de Robert Benayoun, Paris n'existe pas[3].

- Parution du premier numéro de la revue Coupure avec pour comité directeur Gérard Legrand, José Pierre et Jean Schuster aux éditions du Terrain Vague[4].

### Cette année-là
- En Belgique, après neuf ans d'interruption, Marcel Mariën fait reparaître la revue Les Lèvres nues[5].

- Publication à Prague du premier numéro de la revue Analogon marquant la renaissance des surréalistes tchécoslovaques. Ce numéro était prévu pour le printemps 1968[6].

### Œuvres
- Sarane Alexandrian
  - L'Art surréaliste, essai[7] : « Le surréalisme, dès sa naissance, s'est défendu d'être une doctrine : au lieu d'enseigner un système, il a tenté de susciter, par des productions et des actions appropriées, des besoins nouveaux devant la réalité. »[8]
- Jacques Baron
  - L'An I du surréalisme, témoignage présentant les portraits les plus sensibles des fondateurs du mouvement[9]
- Robert Benayoun
  - Paris n'existe pas, film[10]
- Guy Cabanel
  - Les Fêtes sévères, poèmes[11]
- Agustín Cárdenas
  - Homme au journal, sculpture en granit[12]
- Max Ernst
  - Naissance d'une galaxie, huile sur toile[13]
- Leonor Fini
  - La Peine capitale, huile sur toile[14]
- Ragnar von Holten
  - Le Surréalisme dans l'art suédois, essai[15]
- Wifredo Lam
  - À la fin de la nuit (Le lever du jour), huile sur toile[16]
  - Les Oiseaux blancs, huile sur toile[17]
- Robert Lebel
  - L'Oiseau caramel, poèmes[18]
- Ghérasim Luca
  - Dé-monologue,
  - La Fin du monde, poèmes[19]
- Joyce Mansour
  - Objet méchant, objet : métal[20]
  - Phallus et momies, poèmes[21]
- Marcel Mariën
  - Le Cimetière marin, objet[22]
- Joan Miró
  - Le Chasseur de pieuvres, huile sur toile[23]
  - Le Grand ordinateur, eau-forte et carborundum[24]
- Meret Oppenheim
  - Octavia, objet, huile sur bois, substance moulée et scie[25]
- Mimi Parent
  - Comptine pour une enfant perverse, huile sur toile[26]
- Michel Zimbacca
  - Ni d'Eve ni d'Adam, film 10 min/ 16 mm / n&b, avec l'apparition de Jean Benoît dans le costume du Nécrophile[27]